# Lubomira Rochet
Pour les articles homonymes, voir Rochet.
Lubomira Rochet, née le 8 mai 1977, est une économiste spécialisée dans le marketing digital. Après un début de carrière dans le groupe Capgemini, elle devient directrice générale chargée du numérique chez L’Oréal en mars 2014,.

## Biographie
Franco-bulgare, elle est née en 1977 à Sofia en Bulgarie et arrive à Paris à l'âge de 12 ans.
En juin 1994, elle participe au Rock'n'Roll Circus sur Oui Fm, avec Kad et Olivier, pour la dernière émission de la saison, en direct du Crystal Palace.
Grâce à Luc-François Salvador, elle débute en tant que chargée de stratégie et du développement dans l'entreprise Sogeti, une filiale du groupe Capgemini. Dans ce poste elle apprend à coder.
Elle est débauchée par Microsoft en 2008. En 2010, elle devient directrice générale adjointe de l’agence de marketing digital Valtech. Elle lève des fonds avec Sébastian Lombardo pour racheter cette entreprise, avec comme objectif de la faire évoluer dans le secteur du marketing digital.
En mars 2014, elle est recrutée par L'Oréal pour prendre la tête de la branche digitale de l'entreprise et lui fait également intégrer le comité exécutif,. Ce poste de directrice du numérique (Chief Digital Officer ou CDO) est spécifiquement créé lors de sa nomination,. Elle est chargée de l'accélération de la transformation numérique dans trois domaines stratégiques : l’e-commerce, le big data et le marketing et la communication digitale dans un contexte où les réseaux sociaux prennent de l'ampleur. Depuis son arrivée, le commerce électronique de l'entreprise augmente d'environ 30 % par an selon des chiffres de 2018, et atteint 20 % du chiffres d'affaires en 2019.
Lubomira Rochet est désignée Global Marketer of the Year 2019 par la Fédération mondiale des annonceurs. 